# Aleksiej Kasatonow
Aleksiej Wiktorowicz Kasatonow, ros. Алексей Викторович Касатонов (ur. 14 października 1959 w Leningradzie) – radziecki i rosyjski hokeista, reprezentant ZSRR, trzykrotny olimpijczyk. Trener i działacz hokejowy.

## Kariera zawodnicza
- SKA Leningrad (1976–1978)
- CSKA Moskwa (1978–1989)
- Utica Devils (1990)
- New Jersey Devils (1990–1993)
- Anaheim Ducks (1993–1994)
- St. Louis Blues (1994)
- CSKA Moskwa (1994)
- Boston Bruins (1994–1995)
- Providence Bruins (1996)
- CSKA Moskwa (1996–1997)

Wychowanek SKA Sankt Leningrad. Wieloletni zawodnik CSKA Moskwa. Przez kilka lat występował w NHL. Zawodową karierę zakończył w 1997 w CSKA Moskwa.
W reprezentacji ZSRR uczestniczył w turniejach zimowych igrzysk olimpijskich 1980, 1984, 1988, mistrzostw świata w 1981, 1982, 1983, 1985, 1986, 1987, 1989, 1991 oraz Canada Cup 1981, 1984, 1987, 1991. Brał udział w meczu nazwanym Cud na lodzie i cyklu meczów Rendez-vous ’87.
Razem z nim w jednej piątce meczowej grał obrońca Wiaczesław Fietisow i trzej napastnicy: Władimir Krutow, Igor Łarionow i Siergiej Makarow – byli zwani „Zielona Jednostka” (od zielonych koszulek noszonych przez nich podczas treningów).

## Kariera szkoleniowa i menedżerska
- Reprezentacja Rosji – menedżer generalny na mistrzostwach świata 2001
- Krylja Sowietow Moskwa (2009–2010) – główny trener
- CSKA Moskwa (2010–2011) – wiceprezydent ds. operacji hokejowych
- SKA Sankt Petersburg (2011–2014) – menedżer generalny
- Reprezentacja Rosji (od 2011) – menedżer generalny na mistrzostwach świata 2013

Od maja 2009 do lipca 2010 był szkoleniowcem w klubie Krylja Sowietow Moskwa. 20 maja 2011 objął funkcję menadżera generalnego w swoim macierzystym klubie SKA Sankt Petersburg. W kwietniu 2013 został mianowany menadżerem generalnym reprezentacji Rosji na turnieje mistrzostw świata 2013 i igrzysk olimpijskich 2014. Po sezonie KHL (2013/2014) odszedł ze SKA.
Ponadto w ramach amatorskich rozgrywek hokejowych, powołanych przez prezydenta Władimira Putina i weteranów radzieckiego i rosyjskiego hokeja pod nazwą Nocna Hokejowa Liga działa w radzie dyrektorów jako kurator Konferencji Sankt Petersburg.

## Sukcesy
Reprezentacyjne
- Złoty medal mistrzostw świata juniorów do lat 20: 1978, 1979
- Srebrny medal igrzysk olimpijskich: 1980
- Złoty medal Canada Cup: 1981
- Złoty medal mistrzostw świata: 1981, 1982, 1983, 1986, 1989
- Złoty medal igrzysk olimpijskich: 1984, 1988
- Brązowy medal mistrzostw świata: 1985, 1991
- Srebrny medal mistrzostw świata: 1987
- Srebrny medal Canada Cup: 1987

Klubowe
- Puchar Spenglera: 1977 ze SKA Leningrad
- Złoty medal mistrzostw ZSRR: 1979, 1980, 1981, 1982, 1983, 1984, 1985, 1986, 1987, 1988, 1989 z CSKA Moskwa
- Srebrny medal mistrzostw ZSRR: 1990 z CSKA Moskwa
- Puchar ZSRR: 1979, 1980, 1981, 1982, 1983, 1984, 1985, 1986, 1987, 1988, 1989 z CSKA Moskwa
- Puchar Europy: 1979, 1980, 1981, 1982, 1983, 1984, 1985, 1986, 1987, 1988, 1989 z CSKA Moskwa
- Złoty medal wyższej ligi: 1997 z CSKA Moskwa

Indywidualne
- Mistrzostwa świata juniorów do lat 20 w 1979:
  - Skład gwiazd turnieju
  - Najlepszy obrońca turnieju[9]
- Canada Cup 1981
  - Skład gwiazd turnieju
- Liga radziecka 1980/1981:
  - Pierwszy skład gwiazd
- Liga radziecka 1981/1982:
  - Pierwszy skład gwiazd
- Mistrzostwa Świata 1982:
  - Skład gwiazd turnieju
- Liga radziecka 1982/1983:
  - Pierwszy skład gwiazd
- Mistrzostwa Świata 1983:
  - Skład gwiazd turnieju
  - Najlepszy obrońca turnieju
- Liga radziecka 1983/1984:
  - Pierwszy skład gwiazd
- Liga radziecka 1984/1985:
  - Pierwszy skład gwiazd
- Mistrzostwa Świata 1985:
  - Skład gwiazd turnieju
- Liga radziecka 1985/1986:
  - Pierwszy skład gwiazd
- Mistrzostwa Świata 1986:
  - Skład gwiazd turnieju
- Liga radziecka 1986/1987:
  - Pierwszy skład gwiazd
- Liga radziecka 1987/1988:
  - Pierwszy skład gwiazd
- Mistrzostwa Świata 1991:
  - Skład gwiazd turnieju
- NHL (1993/1994):
  - NHL All-Star Game

Rekord
- Najbardziej utytułowany zawodnik w historii Pucharu Europy: 13 tytułów (w tym jako jedyny wygrywał trofeum rokrocznie w nieprzerwanej serii)

## Wyróżnienia i odznaczenia
- Medal „Za pracowniczą dzielność”: 1980
- Zasłużony Mistrz Sportu ZSRR w hokeju na lodzie: 1981
- Order „Znak Honoru”: 1982
- Order Czerwonego Sztandaru Pracy: 1988
- Order Honoru: 1996
- Galeria Sławy IIHF: 2009
- Order „Za zasługi dla Ojczyzny” IV klasy: 2011[10]
- Rosyjska Galeria Hokejowej Sławy: 2014
- Order Aleksandra Newskiego: 2020